# Кумысный (Новосибирская область)
Кумы́сный — посёлок в Коченёвском районе Новосибирской области России. Входит в состав Совхозного сельсовета. 

## География
Площадь посёлка — 3 гектара.

## Население
| 2002 | 2007 | 2010 |
| ---- | ---- | ---- |
| 127  | ↘125 | ↗408 |

## Инфраструктура
В посёлке по данным на 2007 год отсутствует социальная инфраструктура.